# 442

## Esdeveniments
- Els romans signen un tractat amb el rei dels vàndals Geiseric, pel qual admeten el seu dret sobre les terres d'Àfrica del Nord
- Guerra entre Pèrsia i l'Imperi Romà d'Orient per Armènia
- Epidèmia de pesta inguinal a Itàlia [cal citació]